# Leptogaster roederi
Leptogaster roederi là một loài ruồi trong họ Asilidae. Leptogaster roederi được Williston miêu tả năm 1896. Loài này phân bố ở vùng Tân nhiệt đới.